# Gustavo Mariani
Gustavo Mariani (Buenos Aires, 9 de septiembre de 1970) es un empresario y ejecutivo argentino, reconocido por ser el actual vicepresidente del directorio y director general de Pampa Energía S.A., empresa que fundó junto a sus socios Marcelo Mindlin, Ricardo Torres y Damián Mindlin en el año 2005. Asimismo, se desempeña como vicepresidente del directorio de TGS S.A. y como secretario del consejo ejecutivo de la Fundación Pampa Energía.

## Primeros años y estudios
Mariani nació en Buenos Aires el 9 de septiembre de 1970. Realizó sus estudios secundarios en el Colegio Ward de Ramos Mejía obtuvo el máster en Finanzas expedido por la Universidad del CEMA. Mariani fue el segundo argentino en obtener la certificación que más tarde se popularizó en el país.
Actualmente está casado y tiene cuatro hijos.

## Carrera

### Inicios: Grupo EMES y fundación de Pampa Energía
En el año 1993, Mariani se incorporó como analista al Grupo EMES (antes Grupo Dolphin). que manejaba IRSA, Cresud y Alto Palermo (APSA) dónde fue Gerente de Carteras de Inversión y socio de dicha empresa.
Desde el año 2001 hasta el año 2003, Mariani fue director financiero (Chief Financial Officer) del Grupo IRSA, Cresud y Alto Palermo (APSA), dedicada a inmobiliarios, agropecuarios y comerciales de Argentina.
Una vez concluida su participación en IRSA, Mariani, junto a sus socios, continuó con Grupo EMES grupo sueño Transener, Edenor, y varias centrales de generación como la Central Térmica Güemes, las Hidroélectricas Nihuiles y Diamante y Central Térmica Piedrabuena, que unos años más tarde confluirían en la formación de Pampa Energía S.A.
En noviembre de 2005, junto a Marcelo Mindlin, Damián Mindlin y Ricardo Torres, Gustavo Mariani participó de la fundación de Pampa Energía S.A, empresa que en el año 2009 hizo su debut en el NYSE. Desde el momento de la creación de esta compañía, Mariani se desempeñó como miembro del directorio. Hasta diciembre de 2016 fue co-CEO (Chief Executive Officer) y hasta 2018 estuvo a cargo de la vicepresidencia ejecutiva. Pampa Energía es hoy en día la empresa de energía integrada más grande de Argentina.

### CyCSA, Grupo Orígenes y King Agro
En 2006, junto a sus socios de Grupo EMES, fundó Comunicaciones y Consumos Sociedad Anónima (CyCSA).
En 2009, el Grupo EMES adquiere el 100% de Orígenes Seguros de Retiro («Orígenes»), la compañía de seguros de ahorro privado más grande de Argentina.

### Década de 2010
De 2011 a 2018 participó como Director de King Agro, un emprendimiento fundado y liderado por sus hermanos Guillermo y Gabriel Mariani. La empresa se especializaba en la producción de botalones de fibra de carbono para pulverizadoras, la cual es seis veces más resistente y 5,5 veces más ligera que el acero. En 2015, King Agro se asoció con John Deere para proveerle en exclusividad los botalones para sus pulverizadoras en todo el mundo.
En 2018, John Deere adquirió el 100% del capital de la compañía.
Desde 2011, Gustavo Mariani se desempeña de forma alternada anualmente en los cargos de Presidente y Vicepresidente del directorio de TGS, transportadora de gas co-controlada por Pampa Energía S.A.
En marzo de 2017, el Grupo EMES, conformado por Gustavo Mariani y sus socios, Marcelo Mindlin, Damián Mindlin, y Ricardo Torres, adquirió de forma independiente el paquete accionario de ODS, que incluía a IECSA, Creaurban, Fidus SGR, concesiones viales y minera Geometales. La operación se concretó en el marco de una compulsa internacional organizada por el banco MBA-Lazard, donde participaron compañías nacionales e internacionales. Con la compra definida por el Grupo EMES, la constructora cambió su nombre a Sociedad Argentina de Construcción y Desarrollo Estratégico Sociedad Anónima (SACDE S.A.)
En 2017, los cuatro socios de EMES, incluyendo a Gustavo Mariani, volvieron al sector inmobiliario al adquirir un terreno al Banco Santander Río en uno de los sectores más exclusivos de la Ciudad de Buenos Aires (Barrio Parque, Capital Federal), para la construcción de viviendas de lujo.
En diciembre de 2018 asumió la vicepresidencia del directorio y el cargo de CEO de Pampa Energía S.A. Una de las primeras acciones llevadas a cabo en este período, fue la incorporación de Pampa como una de las primeras empresas listadas en el Panel de Gobierno Corporativo de Bolsas y Mercados Argentinos (ByMA), junto a Yacimientos Petrolíferos Fiscales (YPF S.A.) Este panel reúne a empresas que cumplen con "prácticas de buen gobierno y transparencia adicionales a las requeridas por la regulación argentina".
En julio de 2019, Pampa Energía S.A. colocó obligaciones negociables por 300 millones de dólares, a una tasa fija del 9,125% a 10 años. En sus comunicaciones, la compañía anunció que las mismas están destinadas a continuar el plan de inversiones en energías renovables y desarrollo de reservas de gas en Vaca Muerta. En tanto socio de Pampa Energía S.A., Mariani integra el management y es uno de los cuatro socios que forman parte del grupo de control que posee aproximadamente el 20% de las acciones de la compañía.
En marzo de 2019 se puso en marcha el Parque Eólico Pampa Energía II, en Bahía Blanca, frente al Parque Eólico Mario Cebreiro (también de Pampa Energía S.A.), con una potencia instalada de 53 MW y una inversión de 80 millones de dólares. En mayo de 2019, a través de una sociedad controlada denominada Pampa Cogeneración S.A., junto a YPF S.A. adquirieron la Central Térmica Ensenada de Barragán, que se encuentra ubicada en el polo petroquímico de la localidad de Ensenada, provincia de Buenos Aires, que dispone a la fecha de una potencia instalada de 560 MW. La sociedad adquirente informó que, como parte de la transacción, deberá llevar la potencia instalada de la central de los 560 MW actuales a 840 MW, con la misma cantidad de combustible operando en ciclo combinado, aumentando su generación en un 50%.
En julio de 2019 se inauguró el Parque Eólico Pampa Energía III, ubicado en la ciudad de Coronel Rosales. Con los 53 MW que sumó este parque, en adición a los proyectos Parque Eólico Pampa Energía II y Parque Eólico Mario Cebreiro, Pampa llega a los 206 MW de generación de energía renovable. Esta inauguración formó parte del plan estratégico de inversión que la empresa proyecta para el año 2019 de más de 1000 millones de dólares.

### Década de 2020
En junio de 2020, tras una inversión de 350 millones de dólares, Pampa Energía inauguró el segundo ciclo combinado en la Central Termoeléctrica Genelba, ubicada en Marcos Paz.
Asimismo, Mariani se mantiene como accionista y director del Grupo EMES, que posee el 50% de Grupo Orígenes, una de las principales compañías de seguros en Argentina y uno de los mayores inversores institucionales privados del mercado doméstico, con casi 600 millones de dólares de activos bajo administración.
Bajo la vicepresidencia de Gustavo Mariani, y luego de la aprobación por parte de la asamblea de accionistas de Pampa Energía y del Ente Nacional Regulador de la Electricidad (ENRE), en junio de 2021 se confirma la venta de Edenor al grupo de Daniel Eduardo Vila, Mauricio Filiberti, José Luis Manzano y un grupo de fondos de inversión y compañías representados por estos últimos, permitiendo a Pampa Energía enfocar sus inversiones en la exploración y producción de gas, con especial énfasis en el desarrollo de sus reservas no convencionales.
En enero de 2022 Pampa comenzó con la construcción de su Parque Eólico Pampa Energía IV, en la localidad bonaerense de Coronel Rosales, con una inversión de 128 millones de dólares.
En diciembre de 2022 Pampa anunció la compra del 100% del capital social y votos de Vientos de Arauco Renovables S.A.U., sociedad que opera el Parque Eólico Arauco II, con una potencia nominal de 100 MW, ubicado en la provincia de La Rioja, por un precio de 171 millones de dólares.
En enero de 2023 Pampa Energía e YPF inauguraron el ciclo combinado de la Central Térmica Ensenada Barragán uno de los cuatro más grandes y eficientes del país. Significó una inversión de 250 millones de dólares y permitió que la central alcance una potencia instalada de 847 MW. Con estas obras la Central Térmica Ensenada Barragán amplió su capacidad en un 50%, alcanzando una generación equivalente al consumo de 1,5 millones de hogares.
En febrero de 2023 la compañía anunció la construcción del Parque Eólico Pampa Energía VI, ubicado en la localidad de Bahía Blanca. Tendrá una inversión de más de 500 millones de dólares, una potencia instalada de 300 MW y será el quinto de la compañía en el sudeste de la provincia de Buenos Aires.

## Filantropía
Desde 2008, Gustavo Mariani es miembro del directorio de la Fundación Pampa Energía

## Premios y reconocimientos
- 1998 - Chartered Financial Analyst (CFA), del CFA Institute.[10]
- 2016 - Latin Finance de M&A - Transaction of the Year de Petrobras Argentina.[60]